# Geonoma orbignyana
Geonoma orbignyana är en enhjärtbladig växtart som beskrevs av Carl Friedrich Philipp von Martius. Geonoma orbignyana ingår i släktet Geonoma och familjen Arecaceae. Inga underarter finns listade i Catalogue of Life.